# 空塔速度
空塔速度（くうとうそくど、英: Superficial velocity）とは、蒸留塔や吸収塔、反応器など，多相流装置や充填層型装置に用いられる流体の流れの速さの記法の一つであり，次式で定義される．
空塔速度(m/s) = 体積流量(m3/s) / 断面積(m2)
工業的に用いられる蒸留塔や吸収塔、反応器には気液接触面積確保のための充填物や、化学反応促進のための触媒が充填されていることが多い。このような場合、装置内部のガスの流動状態を正確に知ることは非常に難しくなるが、簡単のため内部に充填物が入っていない『空塔』であるとして計算される空塔速度を用いて設計や制御を行うことが多い。